# Albrechtice, Ústí nad Orlicí
Albrechtice là một làng thuộc huyện Ústí nad Orlicí, vùng Pardubický, Cộng hòa Séc.